# Fu rong zhen
Fu rong zhen (bra: Cidade de Hibiscos; prt: A Cidade dos Hibiscos) é um filme chinês de 1986, do gênero drama, dirigido por Xie Jin, com roteiro de Ah Cheng e do próprio diretor baseado no romance homônimo de Gu Hua. 
Rebatizado em inglês como Hibiscus Town, foi selecionado como representante da China à edição do Oscar 1988, organizada pela Academia de Artes e Ciências Cinematográficas.[carece de fontes?]

## Elenco
- Liu Xiaoqing - Hu Yuyin
- Liu Linian - Li Guigui
- Jiang Wen - Qin Shutian
- Zheng Zaishi - Gu Yanshan
- Zhu Shibin - Wang Qiushe
- Xu Songzi - Li Guoxiang
- Zhang Guangbei - Li Mangeng